# ウェーバー (NBA)
ウェーバー (NBA)は、NBAにおける選手契約に含まれる、選手の位置付けの一つで、選手を解雇、バイアウトなどによりフリーエージェントにしたり、トレードに出したりする場合に、他チームに対してその選手との契約を引き継いでもらうか、その権利を放棄してもらうかを選択させる制度。

## ウェーバー公示
NBAのチームは、ウェイバー公示によって保有する選手を放出することが可能で、公示後、選手はレギュラーシーズン中は48時間チームにとどまることができる。その間選手はウェーバーとして扱われ、他のチームは選手に契約済みの現有サラリーの提示をすることができる。提示がなされなかった場合は、公示期間終了後、選手はクリアード・ウェーバーと呼ばれ、公示期間終了後、フリーエージェントと同様の扱いとなり、どのチームとも契約が可能となる。
ウェイブされる場合に、複数年の契約が残っている場合は、バイアウトが行われ、単年契約や10日間契約の場合はそのままウェイバー公示される。
通常、他チームからの需要がある選手は、告示期間終了後、クリアード・ウェイバー（フリーエージェント）として新チームと契約する場合が多いが、他チームが関心を示さない選手では、そのまま、NBAを離れ、Dリーグや海外リーグに転身する場合や、期間中にトレードの駒として使われ、トレード後、新チームで再度ウェイブされる場合もある。
レギュラーシーズン中の3月1日以降にウェーブされた選手は、プレーオフに出場する権利がない。デッドラインは、ロックアウトなどで、レギュラーシーズンが変則的になった場合、移動する。